# Elisa Carrió
Elisa Maria Evelina Carrió, nota come Lilita Carrió (Resistencia, 26 dicembre 1956), è un'avvocata e politica argentina.

## Biografia
Fondatrice del partito Sostegno per una Repubblica Egualitaria e la Coalizione Civica entrambi movimenti di centro-sinistra. Ex membro dell'Unione Civica Radicale ed attuale leader dell'opposizione al governo peronista progressista di Cristina Fernández de Kirchner. Si è presentata come candidata alle presidenziali del 2003 e a quelle del 2007.